# 莫斯曼半島
60°46′S 44°43′W / 60.767°S 44.717°W
莫斯曼半島（英語：Mossman Peninsula）是南極洲的半島，位於南奧克尼群島的勞里島西部，馬丁角處於半島東部，長6公里，該半島在1903年由蘇格蘭的探險隊探測，現時由南極條約體系管理。